# La Folie des bêtes

La Folie des bêtes est un feuilleton français (6 histoires découpées en 5 épisodes) de 1974 de Fernand Marzelle.

## Fiche technique
- Scénario et dialogues : Gérard Sire
- Musique : André Popp
- Production : Telfrance - ORTF
- Diffusion TV : à partir du 25 mars 1974, 1re chaine.

## Épisodes
1. Le Cheval fantôme
2. Le Loup dans la bergerie
3. Le tueur de brebis
4. Un chien vaux mieux que deux tu l'auras
5. Le cas du Maki-Macoco Maqueur
6. L'Âne sans maître

## Distribution
- Marc Michel : Jean-Paul Lantier
- Jeanne Colletin : Irène Lantier
- Stéphane Verro : Pascal Lantier
- Daniel Rivière : Marc Lantier
- Ada Lonati : Sophie
- Lyne Chardonnet : Catherine Bonnelle
- Claude Rollet : Francis Langrenier
- Yves Brainville : Noël Langrenier
- Jacques Harden : Alain Talbot
- Roger Crouzet : Topklas
- Pierre Collet : Santini
- Pierre Leproux : M. Migaud
- Catherine Laborde : Thérèse Migaud
- Marie Déa : Mme Maublanc
- Yvonne Dany : Mme Migaud
- Coline Serreau : Evelyne
- Martin Trévières : René Lantier
- Martine Ferrière : Rose Lantier
- Jean-Paul Coquelin : dr. Vivien
- Félix Marten : M. Mannecier
- Tania Balachova : Pauline Chassebon
- Margo Lion : Victoire Chassebon
- Bernard Cara : Ferrier
- Pierre Chabert : Boulgrin
- Jack Bérard : Massoulart
- Patrick Feigelson : Louvier
- Claude Confortés : Cartex
- Françoise Viau : Marie-Paule
- Madeleine Bouchez : Mme Cadet
- Marie-Eve Edelstein : Manuelle Hérisson
- Danièle Edelstein : Mme Hérisson
- Jacqueline Corot : Mlle Valancier
- Victor Garrivier : inspecteur
- Henri Lambert : Enzo
- Pascal Gillot : Mario
- Jeanne Pérez : La mamma
- Pascal Bonnerue : Etienne
- Raoul Curet : censeur
- Didier Attar : copain
- Alain Gravian : copain
- Eric Sannier : copain
- Paul Bisciglia : Camillo
- Émile Coryn : Aldo
- Henri Vilbert : Bouvier-Lemaire
- Michel Clainchy : professeur de mathématiques
- Andrée Champeaux : professeur de français
- Jaime Gomez : Renato
- Gabriel Cinque : Malleville
- Dora Zakablowska : bonne
- Barbara Laurent : Mme Mannecier
- Simone Duhart : La femme au chat
- Louis Bugette : Le paysan
- Philippe Soucours
- La Troupe du Cirque Parade de France